# Amparo Guillén (actriz española)
Amparo Guillen Minguet (Castellón, 10 de enero de 1863 - Valencia, 7 de junio de 1915), fue una actriz y empresaria teatral española, casada con Jaime Rivelles, con quien fundaría la compañía teatral Compañía Guillén-Rivelles.
Fue una de las actrices españolas más renombradas de su tiempo, descubierta a finales de 1879 por Antonio Vico y Pintos
Es madre del actor Rafael Rivelles y abuela de la actriz Amparo Rivelles

## Biografía
Hija de Félix Guillén Minguet, guardia civil Malagueño y de Mariana Minguet Barberá (Valencia, 1833 - Valencia, 19 de marzo de 1916).
La prematura muerte de su padre retornaría a Amparo Guillen a su Valencia materna, desde donde comenzaría su carrera en los escenarios.
Instalada en Valencia con su familia, empieza su carrera, siendo niña, en sociedades de aficionados, para debutar a los 16 años, el 7 de septiembre de 1879, como profesional en el Teatro Ruzafa de Valencia al lado de actores consagrados como Rafael Torromé, Mora, Juan Colom y Sales o Manuel Calvo. Este último la incorporó a su propia compañía y la llevó por provincias y luego a Madrid. Pocos años después la vemos en las compañías de Juan Colom y el famoso Manuel Llorens, con quienes actúa por primera vez, en 1884, protagonizando obras como “El Octavo no mentir”, de Miguel Echegaray, o “Traidor, Inconfeso y Mártir”, de José Zorrilla, entre otras.
Su crecimiento como actriz fue rápido y notorio. En 1886, los dos actores más famosos del momento, Rafael Calvo y Antonio Vico y pintos, hasta entonces rivales escénicos reunieron a insignes actores y actrices como Ricardo Calvo Agostí, Antonio Perrín, Jaime Rivelles, Antonia Contreras, Luisa García Calderón y la joven Amparo Guillén, entre otros para formar parte de la compañía del Teatro Español y el Teatro Novedades (Madrid) en Madrid, esta vez Amparo Guillén como primera actriz, junto a Luisa García Calderón. 

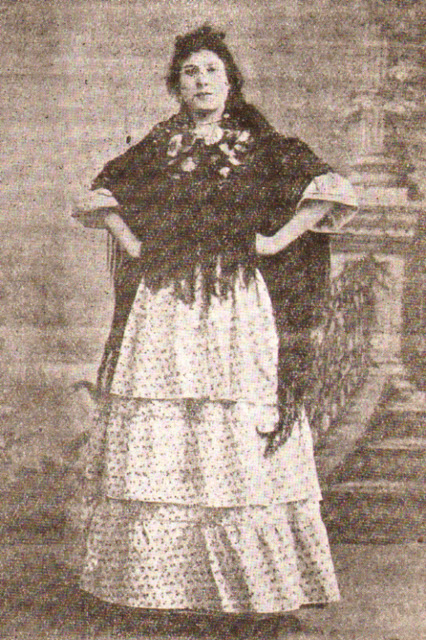
Amparo Guillén vestida de gitana para el Baile de Luis Alonso·

A ellos se uniría, en el verano de 1890, la que luego se convertirá en una de las más prestigiosa actrices de la época, María Guerrero. Amparo Guillén actuará con ella, en varias obras, y posteriormente, a pesar de una cierta rivalidad, María Guerrero la reclamará, actuando en el estreno de la obra de Jacinto Benavente, Rosas de otoño, en 1905 y en "La Neña" de Federico Oliver Crespo, que fue uno de los últimos papeles de Amparo.
Protagonizando en Madrid los estrenos más importantes de aquellos años.
Amparo Guillén A lo largo de su carrera obtuvo grandes éxitos, en obras como "La Escalinata de un Trono" , "Dos fanatismos", "La Duda","El Gran Galeoto" de José Echegaray,, "La campana de la Almudaina" de Juan Palou i Coll, "El Mundo Comedia es o El baile de Luis Alonso" y las óperas  "Tosca (ópera)" y "Fedora (ópera) de Umberto Giordano"
En la compañía de Rafael Calvo, conoció al que sería su marido, el actor Jaime Rivelles Magalló,  el 4 de diciembre del año 1888. En 1890, formó compañía propia junto a su marido llamada Compañía Guillén-Rivelles, aunque de forma intermitente, ya que en 1900, trabajan los dos en la compañía del actor Miguel Cepillo.
En 1905, ya con su propia compañía, Amparo Guillén trabaja en el Teatro de La Marina de El Cabanyal y realiza giras nacionales. En 1908, actuá en el Teatro Princesa de Valencia, con "Los Intereses Creados" de Benavente.
En 1910, Amparo Guillén se retira debido a unas molestias desencadenadas en problemas cardíacos, mientras su marido sigue trabajando en el teatro de gira por España. 
A lo largo de su carrera estrenó obras del Premio Nobel de Literatura Jacinto Benavente, José de Echegaray, Juan Palou i Coll, Vital Aza, Venancio Serrano Clavero, Ángel Guimerá, Joaquín Dicenta entre otros.
De su matrimonio con Jaime Rivelles nacerían 3 hijos, Amparo Lorenza Rivelles Guillén, Juan Rivelles Guillén y Rafael Rivelles Guillén
Fallece en su casa de El Cabanyal, a las cuatro de la madrugada, el 7 de junio de 1915, siendo enterrada al día siguiente, en el cementerio de El Cabanyal. 
Sus obituarios reseñan su excelente trayectoria y su humildad dentro y fuera de los escenarios.
Desde el 4 de marzo de 1917 existe una calle que lleva su nombre ,en el barrio de El Canbayal, cerca de la casa en dónde murió. 

## Estrenos absolutos (selección)
- Dos Fanatismos (1887) José Echegaray.[3]
- La Realidad y el Delirio (1887) José Echegaray.
- El Mundo Comedia es o El Baile de Luis Alonso (1889) Javier de Burgos,obra teatral sin música.
- El Prólogo de un Drama (1891) José Echegaray.
- Virgen y Mártir (1891) Sales.
- El Hijo de Don Juan (1892) Echegaray
- El Padre Juanico (1897) Angel Guimerá.
- La Neña (1904) Federico Oliver Crespo
- Rosas de Otoño (1905) Jacinto Benavente.
- La muralla, de Oliver; 1900
- Fedora, de Sardou (Estreno en España).1900
- La Duda, de Echegaray; 1900
- El Patio, de los Hermanos Álvarez Quintero1900
- ¡Pobres hijos!, de Eusebio Blasco 1900

## Obras representadas (selección)
- El octavo, no mentir (1884), de Miguel Echegaray.
- Traidor inconfeso y mártir (1884), de José Zorrilla.
- El octavo no mentir  (1900)
- El guardián de la casa (1900)
- La esposa del vengador (1900)
- La fornarina (1900)
- El rey y el aventurero (1900)
- Mancha que limpia, Mariana. De José Echegaray. (1900)
- Los Amantes de Teruel (1900)
- La Dolores (1900)
- La dama de las camelias (1900)
- La de San Quintín (1900)
- Mar y Cielo (1900)
- La Pasionaria (1900)
- María del Carmen (1900)
- El señor feudal (1900)
- Juan José (1900)
- Lo sublime en lo vulgar (1900)
- La bola de nieve (1900)
- Don Álvaro (1900)
- Sullivan (1900)
- El Sueño Dorado (1900), Vital Aza